# Flaga Zinnowitz
Flaga Zinnowitz – flaga gminy Zinnowitz. 28 lutego 2000 została zatwierdzona przez Ministerstwo Spraw Wewnętrznych (Bundesministerium des Innern, für Bau und Heimat).

## Wygląd i symbolika
Prostokątny płat tkaniny o proporcji szerokości do długości 3:5 z dwoma pionowymi pasami. Od lewej:
- biały pas o szerokości 1/2 długości płata
- niebieski pas o szerokości 1/2

Pośrodku flagi umieszczony jest herb Zinnowitz. Herb zajmuje 1/3 długości zarówno białego jak i niebieskiego pasa. 